# Gunnar A.E. Westin
Gunnar Axel Eugène Westin, född den 21 juni 1914 i Skå församling, Stockholms län, död den 21 maj 1993 i Stockholm, var en svensk museiman. 
Westin avlade filosofie licentiatexamen vid Stockholms högskola 1945. Han tjänstgjorde vid Stockholms stadsmuseum 1934–1936 och vid Riksantikvarieämbetet 1936–1946. Westin var amanuens vid Jämtlands läns museum under 1946, landsantikvarie i Västerbottens län och intendent vid Västerbottens läns museum 1946–1965 och därjämte föreståndare för folkmåls- och folkminnesundersökningarna i Övre Norrland 1954–1966. Han var chef för den statliga försöksverksamheten med riksutställningar 1965–1976 och för den därefter bildade stiftelsen Riksutställningar 1976–1980. Westin var sakkunnig i utbildningsdepartementet 1981–1983. Han blev ledamot i Skytteanska samfundet vid dess grundande 1957 och var dess sekreterare 1957–1966. Westin publicerade uppsatser i kulturhistoriska ämnen. Han var redaktör för och medarbetare i Övre Norrlands historia (I–IV, 1960–1974) och utgav Akademin i storskogen på uppdrag av Umeå universitet (1990).